# Украина на зимних Паралимпийских играх 2014
Украина на зимних Паралимпийских играх 2014 в Сочи (Россия) была представлена 23 спортсменами в 3 видах спорта: биатлоне, лыжных гонках и горнолыжном спорте. Это были пятые зимние Игры, в которых принимала участие Украина. Всего на зимних Паралимпийских играх 2014 присутствовал 31 член команды, среди которых также было 8 спортсменов-лидеров (ведущих).
В неофициальном медальном зачете украинская сборная заняла четвертое место, получив 5 золотых, 9 серебряных и 11 бронзовых медалей (всего - 25), уступив сборным России, Германии и Канады. По общему количеству медалей в медальном зачете Украина заняла 2-е место, уступив лишь сборной России (всего 80 медалей).

## Медали
| Золото  | |                                                           |          |
| №       | Спортсмены                                                                                         | Вид спорта (дисциплина)                                   | Дата     |
| 1       | Виталий Лукьяненко гид — Борис Бабар                                                               | Биатлон (мужчины, 7,5 км, с нарушением зрения)            | 8 марта  |
| 2       | Людмила Павленко                                                                                   | Лыжные гонки (женщины, 12 км, сидя)                       | 9 марта  |
| 3       | Виталий Лукьяненко Лидер — Борис Бабар                                                             | Биатлон (мужчины, 12,5 км, с нарушением зрения)           | 11 марта |
| 4       | Александра Кононова                                                                                | Биатлон (женщины, 12,5 км, стоя)                          | 11 марта |
| 5       | Григорий Вовчинский                                                                                | Биатлон (мужчины, 15 км, стоя)                            | 14 марта |
| Серебро | |                                                           |          |
| №       | Спортсмены                                                                                         | Вид спорта (дисциплина)                                   | Дата     |
| 1       | Максим Яровый                                                                                      | Биатлон (мужчины, 7,5 км, сидя)                           | 8 марта  |
| 2       | Юлия Батенкова                                                                                     | Лыжные гонки (женщины, 15 км, стоя)                       | 10 марта |
| 3       | Александра Кононова                                                                                | Биатлон (женщины, 10 км, стоя)                            | 11 марта |
| 4       | Юлия Батенкова                                                                                     | Лыжные гонки (женщины, спринт, 1 км, стоя)                | 12 марта |
| 5       | Анатолий Ковалевский                                                                               | Биатлон (мужчины, 15 км, с нарушением зрения)             | 14 марта |
| 6       | Елена Юрковская Виталий Лукьяненко гид — Борис Бабар Игорь Рептюх Юрий Уткин гид — Виталий Казаков | Лыжные гонки (открытая эстафета 4×2,5 км)                 | 15 марта |
| 7       | Юлия Батенкова                                                                                     | Лыжные гонки (женщины, 5 км, стоя)                        | 16 марта |
| 8       | Людмила Павленко                                                                                   | Лыжные гонки (женщины, 5 км, сидя)                        | 16 марта |
| 9       | Максим Яровый                                                                                      | Лыжные гонки (мужчины, 10 км, сидя)                       | 16 марта |
| Бронза  | |                                                           |          |
| №       | Спортсмены                                                                                         | Вид спорта (дисциплина)                                   | Дата     |
| 1       | Елена Юрковская                                                                                    | Биатлон (женщины, 6 км, сидя)                             | 8 марта  |
| 2       | Юлия Батенкова                                                                                     | Биатлон (женщины, 6 км, стоя)                             | 8 марта  |
| 3       | Оксана Шишкова гид — Лада Нестеренко                                                               | Биатлон (женщины, 6 км, с нарушением зрения)              | 8 марта  |
| 4       | Людмила Павленко                                                                                   | Биатлон (женщины, 10 км, сидя)                            | 11 марта |
| 5       | Оксана Шишкова гид — Лада Нестеренко                                                               | Биатлон (женщины, 10 км, с нарушением зрения)             | 11 марта |
| 6       | Максим Яровый                                                                                      | Лыжные гонки (мужчины, спринт, 1 км, сидя)                | 12 марта |
| 7       | Оксана Шишкова гид — Лада Нестеренко                                                               | Лыжные гонки (женщины, спринт, 1 км, с нарушением зрения) | 12 марта |
| 8       | Елена Юрковская                                                                                    | Биатлон (женщины, 12,5 км, сидя)                          | 14 марта |
| 9       | Оксана Шишкова гид — Лада Нестеренко                                                               | Биатлон (женщины, 12,5 км, с нарушением зрения)           | 14 марта |
| 10      | Виталий Лукьяненко гид — Борис Бабар                                                               | Биатлон (мужчины, 15 км, с нарушением зрения)             | 14 марта |
| 11      | Александра Кононова                                                                                | Лыжные гонки (женщины, спринт, 1 км, стоя)                | 16 марта |

## Состав
В украинской команде было 15 спортсменов с поражениями опорно-двигательного аппарата, 8 — с недостатками зрения. Средний возраст — 24 года. Самому старшему участнику было 37 лет (Михаил Ткаченко), самой молодой участнице — 16 лет (Екатерина Павленко).
Национальную команду характеризует высокая репрезентативность регионов Украины - в их состав входили представители 9 областей (Киевская, Харьковская, Волынская, Винницкая, Николаевская, Полтавская, Сумская, Черкасская, Черниговская) и города Киев.
1. Батенкова-Бауман, Юлия Викторовна (Волынская область)
2. Буй, Ирина Васильевна (Винницкая область)
3. Вовчинский, Григорий Васильевич (Черкасская область)
4. Ковалевский, Анатолий Александрович (г. Киев)
5. Корнийко, Александр Юрьевич (Киевская область)
6. Кононова, Александра Николаевна (Киевская область)
7. Кузьмин, Дмитрий Валерьевич (Полтавская область)
8. Лукьяненко, Виталий Владимирович (Харьковская область)
9. Ляшенко, Людмила Александровна (Харьковская область)
10. Майстренко, Владислав Сергеевич (Киевская область)
11. Ошаров, Иван Станиславович (г. Киев)
12. Павленко, Екатерина Юрьевна (Сумская область)
13. Павленко, Людмила Владимировна (Харьковская область)
14. Прилуцкая, Ольга Валерьевна (г. Киев)
15. Рептюх, Игорь Николаевич (Черниговская область)
16. Решетинский, Ярослав Юрьевич (г. Киев)
17. Сытник, Виталий Юрьевич (Харьковская область)
18. Ткаченко, Михаил Васильевич (Харьковская область)
19. Уткин, Юрий Владимирович (Харьковская область)
20. Шишкова, Оксана Валерьевна (Харьковская область)
21. Шульга, Дмитрий Олегович (Харьковская область)
22. Юрковская, Елена Юрьевна (Киевская область)
23. Яровой, Максим Владимирович (Николаевская область)

### Спортсмены-лидеры
1. Бабар, Борис Борисович (Черниговская область) - (Лукьяненко, Виталий Владимирович)
2. Нестеренко, Лада Станиславовна (г. Киев) - (Шишкова, Оксана Валерьевна)
3. Мукшин, Александр Васильевич (Сумская область) - (Ковалевский, Анатолий Александрович)
4. Казаков, Виталий Валерьевич (Харьковская область) - (Уткин, Юрий Владимирович)
5. Могильный, Владимир Сергеевич - (Прилуцкая, Ольга Валерьевна)
6. Хуртик, Дмитрий Викторович - (Решетинский, Ярослав Юрьевич)
7. Гергардт, Артур - (Шульга, Дмитрий Олегович)
8. Дорош, Сергей Петрович - (Кузьмин, Дмитрий Валерьевич)

## Результаты по видам спорта

### Биатлон
Мужчины
| Соревнование | Класс               | Спортсмены                                    | Стрельба | Время   | Место |
| ------------ | ------------------- | --------------------------------------------- | -------- | ------- | ----- |
| 7,5км        | Сидя                | Максим Яровый                                 | 0+0      | 21:11,9 | 2     |
| 7,5км        | Сидя                | Михаил Ткаченко                               | 0+1      | 23:58,3 | 12    |
| 7,5км        | Сидя                | Александр Корнийко                            | 1+0      | 24:37,3 | 17    |
| 7,5км        | Стоя                | Григорий Вовчинский                           | 0+1      | 19:38,4 | 8     |
| 7,5км        | Стоя                | Игорь Рептюх                                  | 1+0      | 20:12,3 | 11    |
| 7,5км        | Стоя                | Виталий Сытник                                | 0+1      | 21:27,9 | 15    |
| 7,5км        | Стоя                | Владислав Майстренко                          | 2+2      | 23:08,8 | 16    |
| 7,5км        | С нарушением зрения | Виталий Лукьяненко Лидер — Борис Бабар        | 0+0      | 20:18,8 | 1     |
| 7,5км        | С нарушением зрения | Юрий Уткин Лидер — Виталий Казаков            | 0+0      | 21:14,6 | 4     |
| 7,5км        | С нарушением зрения | Анатолий Ковалевский Лидер — Александр Мукшин | 0+0      | 21:21,5 | 6     |
| 7,5км        | С нарушением зрения | Ярослав Решетинский Лидер — Дмитрий Куртык    | 0+1      | 22:55,2 | 11    |
| 7,5км        | С нарушением зрения | Шульга Дмитрий Лидер — Артур Гергард          | 1+1      | 24:18,6 | 13    |
| 12,5км       | Сидя                | Максим Яровый                                 | 0+1+2+3  | 37:35,4 | 7     |
| 12,5км       | Сидя                | Михаил Ткаченко                               | 0+1+0+1  | 38:48,4 | 10    |
| 12,5км       | Сидя                | Александр Корнийко                            | 0+0+0+2  | 40:34,2 | 15    |
| 12,5км       | Стоя                | Григорий Вовчинский                           | 1+0+1+1  | 31:26,3 | 7     |
| 12,5км       | Стоя                | Игорь Рептюх                                  | 2+1+2+3  | 33:14,9 | 12    |
| 12,5км       | Стоя                | Виталий Сытник                                | 0+0+0+2  | 33:16,2 | 13    |
| 12,5км       | Стоя                | Владислав Майстренко                          | 1+2+0+1  | 33:31,2 | 14    |
| 12,5км       | С нарушением зрения | Виталий Лукьяненко Лидер — Борис Бабар        | 0+0+0+0  | 31:04,0 | 1     |
| 12,5км       | С нарушением зрения | Юрий Уткин Лидер — Виталий Казаков            | 0+0+0+0  | 32:04,5 | 4     |
| 12,5км       | С нарушением зрения | Ярослав Решетинский Лидер — Дмитрий Куртык    | 0+0+0+0  | 33:21,9 | 6     |
| 12,5км       | С нарушением зрения | Шульга Дмитрий Лидер — Артур Гергард          | 0+0+0+0  | 35:47,9 | 7     |
| 12,5км       | С нарушением зрения | Анатолий Ковалевский Лидер — Александр Мукшин | —        | —       | DNF   |

Женщины
| Соревнование | Класс               | Спортсмены                                 | Стрельба | Время   | Место |
| ------------ | ------------------- | ------------------------------------------ | -------- | ------- | ----- |
| 6 км         | Сидя                | Елена Юрковская                            | 0+0      | 19:39,6 | 3     |
| 6 км         | Сидя                | Людмила Павленко                           | 0+2      | 20:17,1 | 7     |
| 6 км         | Стоя                | Юлия Батенкова                             | 1+0      | 19:17,7 | 3     |
| 6 км         | Стоя                | Александра Кононова                        | 2+0      | 19:5,0  | 5     |
| 6 км         | Стоя                | Людмила Ляшенко                            | 3+0      | 20:17,3 | 7     |
| 6 км         | Стоя                | Ирина Буй                                  | 1+2      | 22:11,1 | 11    |
| 6 км         | С нарушением зрения | Оксана Шишкова Лидер — Лада Нестеренко     | 0+0      | 20:49,0 | 3     |
| 6 км         | С нарушением зрения | Ольга Прилуцкая Лидер — Владимир Могильный | —        | —       | DNF   |
| 10км         | Сидя                | Людмила Павленко                           | 0+0+2+0  | 34:22,6 | 3     |
| 10км         | Сидя                | Елена Юрковская                            | 2+1+0+0  | 34:49,2 | 4     |
| 10км         | Стоя                | Александра Кононова                        | 0+0+1+0  | 30:33,7 | 2     |
| 10км         | Стоя                | Людмила Ляшенко                            | 0+0+0+0  | 31:01,6 | 4     |
| 10км         | Стоя                | Юлия Батенкова                             | 0+0+1+1  | 32:47,5 | 5     |
| 10км         | Стоя                | Ирина Буй                                  | 0+0+0+0  | 32:47,5 | 7     |
| 10км         | С нарушением зрения | Оксана Шишкова Лидер — Лада Нестеренко     | 1+2+0+1  | 35:01,4 | 3     |
| 10км         | С нарушением зрения | Ольга Прилуцкая Лидер — Владимир Могильный | 0+2+2+2  | 44:01,6 | 4     |

### Лыжные гонки
Мужчины
| Соревнование               | Класс               | Спортсмены                                 | Время   | Место |
| -------------------------- | ------------------- | ------------------------------------------ | ------- | ----- |
| 15 км                      | Сидя                | Максим Яровый                              | 42:08,8 | 4     |
| 15 км                      | Сидя                | Михаил Ткаченко                            | 44:58,8 | 10    |
| 20 км. классическим стилем | Стоя                | Игорь Рептюх                               | 56:05,5 | 6     |
| 20 км. классическим стилем | Стоя                | Виталий Сытник                             | 58:31,5 | 9     |
| 20 км. классическим стилем | С нарушением зрения | Юрий Уткин Лидер - Виталий Казаков         | 59:06,1 | 7     |
| 20 км. классическим стилем | С нарушением зрения | Ярослав Решетинский Лидер - Дмитрий Куртык | 59:27,6 | 9     |

Женщины
| Соревнование               | Класс | Спортсмены          | Время     | Место |
| -------------------------- | ----- | ------------------- | --------- | ----- |
| 12 км                      | Сидя  | Людмила Павленко    | 38:54,3   | 1     |
| 15 км. классическим стилем | Стоя  | Юлия Батенкова      | 49:53,1   | 2     |
| 15 км. классическим стилем | Стоя  | Александра Кононова | 53:49,1   | 6     |
| 15 км. классическим стилем | Стоя  | Людмила Ляшенко     | 58:30,8   | 9     |
| 15 км. классическим стилем | Стоя  | Екатерина Павленко  | 1:07:30,1 | 11    |

### Горнолыжный спорт
Единственным представителем Украины в этом виде спорта является сноубордист Иван Ошаров.
На Зимних Паралимпийских играх в Сочи, когда этот вид спорта впервые включили в программу, Ошаров показал 24-й результат.
Также впервые в этом виде спорта в команде был спортсмен с ограниченными возможностями зрения.